# Hugs
 (octobre 2011).
Si vous disposez d'ouvrages ou d'articles de référence ou si vous connaissez des sites web de qualité traitant du thème abordé ici, merci de compléter l'article en donnant les références utiles à sa vérifiabilité et en les liant à la section « Notes et références ».
Hugs (pour Haskell User's Gofer System, en anglais) est un interpréteur pour le langage de programmation Haskell diffusé sous licence BSD.
L'implémentation de Hugs ne respecte pas parfaitement la version normalisée du langage Haskell 98.